# Moona spermophaga
Moona spermophaga is een vliesvleugelig insect uit de familie Eulophidae. De wetenschappelijke naam is voor het eerst geldig gepubliceerd in 2005 door Kim & La Salle.